# Frederic Storck

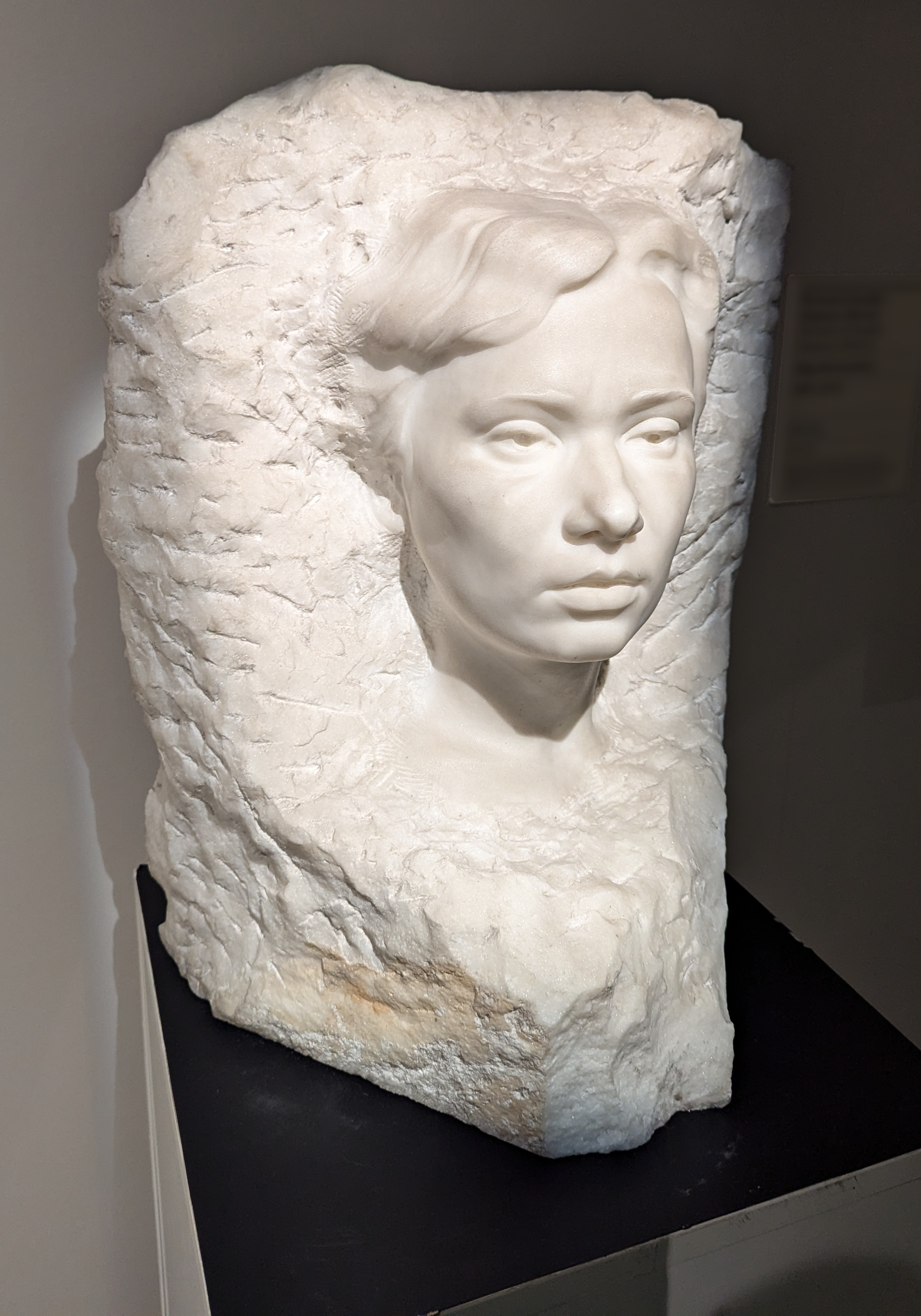
Frederic Storck: Bildnis der Cecilia Cuțescu-Storck, 1909

Frederic Storck, auch Fritz Storck, (* 10. Januar 1872 in Bukarest; † 26. Dezember 1942) war ein rumänischer Bildhauer.
Der Sohn des aus Hanau stammenden Bildhauers Karl Storck (1826–1887) studierte zunächst an der Școala de Arte Frumoase in Bukarest bei Ion Georgescu, ab 1893 an der Akademie der Bildenden Künste München. Später war er Professor an der Școala de Arte Frumoase.
Stilistisch war Storck dem Klassizismus verbunden. Neben Porträts (u. a. von Ion Heliade-Rădulescu und Alexandru Macedonski) wurden vor allem seine monumentalen allegorischen Skulpturen bekannt, darunter Adevărul am Justizpalast von Bukarest, Industria und Agricultura.
Storcks Wohnhaus in Bukarest wird als Museum genutzt, das seinem und dem Werk seiner Frau, der Malerin Cecilia Cuțescu-Storck (1879–1969) gewidmet ist. Dort werden auch Werke seines Vaters Karl Storck sowie seines älteren Bruders Carol Storck (1854–1926) gezeigt.

## Werke
- Evangheliștii, 1903–05
- Gigantul, 1906
- Adevărul
- Industria
- Agricultura
- Adolescența
- Portret de femeie
- Porträts von Ion Heliade-Rădulescu, Alexandru Macedonski, Anastase Simu, Friedrich Schiller, Johann Wolfgang von Goethe, Alfonso Castaldi, Florica Condrus u. a.